# ریودیپین
ریودیپین (به انگلیسی: Ryodipine) با فرمول شیمیایی C۱۸H۱۹F۲NO۵ یک داروی بلوک کننده کانال کلسیمی است. این دارو با شناسه پاب‌کم ۶۸۹۰۹ دارای جرم مولی آن ۳۶۷٫۳۴۳۹۶۶ g/mol می‌باشد. 